# Bucak (Burdur)
Bucak ist ein Landkreis und eine Kreisstadt im Osten der türkischen Provinz Burdur. Der frühere Name von Bucak lautet Bavlu. Die Kreisstadt liegt an der Fernstraße D 650 von Burdur nach Antalya. Die im Stadtsiegel abgebildete Jahreszahl 1926 dürfte auf das Jahr der Erhebung zur Gemeinde (Belediye/Belde) hinweisen.

## Der Landkreis
Der zweitgrößte Landkreis der Provinz besteht schon seit 1926 und liegt im Südosten der Provinz. Der Landkreis grenzt im Süden an die Provinz Antalya, im Osten an die Provinz Isparta, im Norden an den Kreise Ağlasun und Çeltikçi und im Nordwesten an den zentralen Landkreis Burdur.
Bucak hat die zweithöchste Bevölkerungszahl aller Landkreise der Provinz Burdur. Die Summe von 65.051 Einwohnern (Ende 2020) verteilt sich auf die Kreisstadt (44.769), zwei weitere Belediye (Gemeinden): Kızılkaya (2.634) und Kocaaliler (1.932) sowie 35 Dörfer (mit insgesamt 15.716 Einw.). Jedes der Dörfer (Köy, Mehrzahl: Köyler) wird von durchschnittlich 449 Menschen bewohnt, 14 Dörfer haben mehr Einwohner als dieser Durchschnitt. Çamlık (1.352) und Gündoğdu (1.043) sind die größten Dörfer, das kleinste zählt 37 Einwohner. Die Bevölkerungsdichte liegt über dem Provinzdurchschnitt.

## Sehenswertes
Etwa zehn Kilometer nordöstlich der Kreisstadt liegen beim Ort Çamlık die Ruinen der antiken pisidischen Stadt Kremna. Im Südosten des Landkreises wird der Aksu Çayı, der bei Antalya ins Mittelmeer mündet, zum Stausee Karacaören Barajı aufgestaut. Im Westen des Bezirks befinden sich die seldschukischen Karawansereien Susuz Han und İncir Han.